# Coplanaire
Étymologiquement, plusieurs objets sont coplanaires si, et seulement si, ils sont situés dans un même plan. En géométrie, on parle de  points coplanaires, de  vecteurs coplanaires et de droites coplanaires.

## Points coplanaires
Des points coplanaires sont des points situés dans un même plan. Deux points ou trois points sont toujours coplanaires. En effet, deux points sont toujours sur une même droite qui peut être plongée dans un plan. De même, trois points, ou bien sont alignés et la droite peut être plongée dans un plan, ou bien définissent un plan.
La notion de points coplanaires ne devient donc intéressante que si l'on considère au moins quatre points. C'est la raison pour laquelle un tabouret à trois pieds n'est jamais bancal, même si son assise peut ne pas être horizontale, alors qu'une table à quatre pieds peut être bancale et nécessiter une cale qui compensera l'espace entre le plan où se situe le pied le plus court et le plan où se situe les trois autres.

## Vecteurs coplanaires

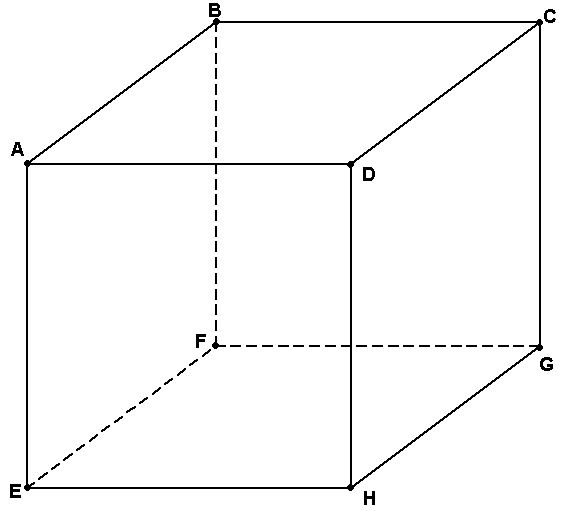
Dans ce cube, les trois vecteurs, et sont coplanaires.

Trois vecteurs sont coplanaires si et seulement si on peut trouver trois représentants de ces vecteurs situés dans un même plan.
Attention, le fait qu'initialement les premiers représentants choisis ne soient pas dans un même plan n'empêche absolument pas les vecteurs d'être coplanaires. Cela signifie seulement que l'on n'a pas choisi les "bons" représentants.
Par exemple, dans un cube, ABCDEFGH, les points A, B, C, G, H ne sont pas coplanaires mais les vecteurs {\displaystyle {\overrightarrow {AB}}}, {\displaystyle {\overrightarrow {AC}}} et {\displaystyle {\overrightarrow {GH}}} sont coplanaires. Il suffit pour s'en apercevoir de changer de représentant pour le vecteur  {\displaystyle {\overrightarrow {GH}}} et de prendre le vecteur {\displaystyle {\overrightarrow {CD}}}.
En revanche, s'il a suffi de 4 points pour écrire des représentants des trois vecteurs, les trois vecteurs sont coplanaires si et seulement si les quatre points sont coplanaires.
Les vecteurs  {\displaystyle {\vec {u}}}, {\displaystyle {\vec {v}}}  et {\displaystyle {\vec {w}}}  sont coplanaires si et seulement si les trois vecteurs forment une famille liée, s'il existe un triplet de scalaires {\displaystyle (a,b,c)} différent de {\displaystyle (0,0,0)} tel que 
{\displaystyle a{\vec {u}}+b{\vec {v}}+c{\vec {w}}={\vec {0}}}.
Cette caractérisation se transcrit en géométrie analytique par une condition sur les coordonnées de ces vecteurs dans une base.
La notion de vecteurs coplanaires est importante pour prouver
- l'appartenance d'un point à un plan : le point D appartient au plan ABC si et seulement si les vecteurs  {\displaystyle {\overrightarrow {AB}}}, {\displaystyle {\overrightarrow {AC}}} et {\displaystyle {\overrightarrow {AD}}} sont coplanaires.
- le parallélisme d'une droite et d'un plan : la droite (AB) est parallèle au plan (CDE) si et seulement si les vecteurs {\displaystyle {\overrightarrow {AB}}}, {\displaystyle {\overrightarrow {CD}}} et {\displaystyle {\overrightarrow {CE}}} sont coplanaires.

## Droites coplanaires
Deux droites sont coplanaires s'il existe un plan qui les contiennent toutes les deux. Les positions relatives de deux droites coplanaires sont simples : elles ne peuvent être que parallèles ou sécantes. Ces positions relatives sont par ailleurs caractéristiques des droites coplanaires : pour prouver que deux droites sont coplanaires il suffit de prouver qu'elles sont sécantes ou parallèles, et pour prouver que deux droites ne sont pas coplanaires, il suffit de montrer qu'elles ne sont ni sécantes ni parallèles. 
La relation « être coplanaire avec » sur l'ensemble des droites de l'espace est un exemple de relation non transitive: Si la droite D1 est coplanaire avec la droite D2 et que la droite D2 est coplanaire avec la droite D3 , il  n'est pas assuré que la droite  D1 soit coplanaire avec la droite D3 (prendre, par exemple, les droites (AB), (BC) et (CG) dans le cube précédent).